# Jacques Adhémar de Monteil
Jacques Adhémar de Monteil de Grignan, mort le 13 septembre 1674, est un homme d'Église français du XVIIe siècle. Il est le 59e évêque d'Uzès de 1660 à 1674.

## Biographie
Issu de la famille des Castellane-Adhémar de Monteil, il est le grand-oncle de François de Castellane-Adhémar de Monteil, comte de Grignan, époux de  Françoise de Sévigné et donc gendre de la célèbre marquise
Destiné à une carrière ecclésiastique, Il reçoit d'abord l'abbaye de Fontdouce et celle de Saint-Georges-sur-Loire en Anjou et est désigné comme agent général du clergé de France en 1641. Il reçoit à la fin de son « Agence » en 1645 le diocèse Saint-Paul-Trois-Châteaux. En 1657, il passe, avec le titre de coadjuteur, du siège de Saint-Paul-Trois-Châteaux à celui d'Uzès. En 1660, il succède à Nicolas de Grillié.
Le 22 avril 1663, il achève la reconstruction de l'église cathédrale d'Uzès et la consacre. En 1671, il institue le séminaire d'Uzès et, se trouvant à Paris, il revêt de son approbation le livre de l'Exposition de Bossuet, alors évêque de Condom.
L'année suivante, il visite l'abbaye de Saint-Georges-sur-Loire, près d'Angers, dont il était abbé. Il était aussi abbé de Abbaye de Fontdouce dans la Saintonge. Il fait bâtir le palais épiscopal. Il meurt d'apoplexie, au château de Grignan, le 13 septembre 1674, à l'âge de 65 ans, et est inhumé le 17 septembre dans l'église collégiale de Grignan.
Madame de Sévigné dit de lui qu'elle ne connaissait pas d'homme d'un meilleur esprit, ni d'un meilleur conseil. Elle dit encore :

« J'ai été une heure avec M. d'Uzès; mon oncle l'abbé y était aussi; nous avons fort discouru de toutes vos affaires; je suis plus satisfaite que jamais de la prudence et du bon esprit de ce prélat; vous n'avez qu'à lui envoyer vos pensées toutes crues; en deux heures de réflexion, il voit tout ce qu'il faut faire ou pas faire, etc. »

L'évêque d'Uzès porte écartelé au 1 d'or à trois bandes d'azur; au 2 de gueules à une tour d'or donjonnée de trois tourelles de même maçonnées de sable; au 3 de gueules au lion rampant d'argent; au 4 de gueules à la croix d'or cantonnée de quatre roses d'or.